# Bauhinia gilesii
Bauhinia gilesii är en ärtväxtart som beskrevs av Ferdinand von Mueller och Jacob Whitman Bailey. Bauhinia gilesii ingår i släktet Bauhinia och familjen ärtväxter. Inga underarter finns listade i Catalogue of Life.